# Gigliola Frazzoni
Gigliola Frazzoni (Bologna, 22 febbraio 1923 – Bologna, 3 dicembre 2016) è stata un soprano italiano.

## Biografia
Debuttò nel 1947 a Pesaro in Francesca da Rimini nel ruolo di Samaritana e l'anno successivo fu al Teatro Duse di Bologna come Mimì.
Ottenne poi un rapido successo nei più importanti teatri italiani, a partire dalla Scala, dove, tra le varie produzioni, nel 1957 partecipò alla prima de I dialoghi delle Carmelitane. Apparve inoltre a Roma, Torino, Venezia, Palermo, Parma e all'Arena di Verona, dove si esibì regolarmente dal 1956 al 1972. Dal 1954  cantò anche all'estero, in particolare a Monaco di Baviera, Stoccarda, Wiesbaden, Zurigo, Vienna, Bordeaux, Dublino, Il Cairo.
È stata soprano drammatico, con predilezione per i ruoli verdiani, pucciniani e dei compositori veristi come Mascagni, Leoncavallo, Giordano. Viene ricordata in particolare per l'interpretazione di Minnie ne La fanciulla del West.

## Repertorio
| Ruolo                | Titolo                       | Autore      |
| -------------------- | ---------------------------- | ----------- |
| Micaëla              | Carmen                       | Bizet       |
| Loreley              | Loreley                      | Catalani    |
| Maddalena di Coigny  | Andrea Chénier               | Giordano    |
| Stephana             | Siberia                      | Giordano    |
| Ginevra              | La cena delle beffe          | Giordano    |
| Margherita           | Faust                        | Gounod      |
| Nedda                | Pagliacci                    | Leoncavallo |
| Santuzza             | Cavalleria rusticana         | Mascagni    |
| Amica                | Amica                        | Mascagni    |
| Isabeau              | Isabeau                      | Mascagni    |
| Madre Maria          | I dialoghi delle Carmelitane | Poulenc     |
| Manon Lescaut        | Manon Lescaut                | Puccini     |
| Mimì                 | La bohème                    | Puccini     |
| Floria Tosca         | Tosca                        | Puccini     |
| Cio-Cio-San          | Madama Butterfly             | Puccini     |
| Minnie               | La fanciulla del West        | Puccini     |
| Lucrezia             | Lucrezia                     | Respighi    |
| Marussa              | Nozze istriane               | Smareglia   |
| Mavra                | Mavra                        | Stravinskij |
| Leonora              | Il trovatore                 | Verdi       |
| Elisabetta di Valois | Don Carlo                    | Verdi       |
| Aida                 | Aida                         | Verdi       |
| Senta                | L'olandese volante           | Wagner      |
| Francesca da Polenta | Francesca da Rimini          | Zandonai    |

## Discografia
- La cena delle beffe, con Antonio Annaloro, Anselmo Colzani, dir. Oliviero De Fabritiis - dal vivo RAI-Milano 1950 ed. EJS/Myto
- Il trovatore, con Giacomo Lauri Volpi, Franca Marghinotti, Rolando Panerai, dir.Arturo Basile - dal vivo Amsterdam 1954 ed. Mitridate-Ponto Recodings
- Tosca, con Ferruccio Tagliavini, Giangiacomo Guelfi, dir. Arturo Basile - Cetra 1955
- La fanciulla del West (selez.), con Kennet Neate, Mario Petri, dir. Alfredo Simonetto - dal vivo RAI-Milano 1955 ed. Myto
- La fanciulla del West, con Franco Corelli, Tito Gobbi, dir. Antonino Votto - dal vivo La Scala 1956 ed. Legato Classics/Myto
- La fanciulla del West, con Mario Del Monaco, Tito Gobbi, dir. Antonino Votto - dal vivo La Scala 1957 ed. Mizar Records/Opera Lovers
- I dialoghi delle Carmelitane (Madre Marie, in ital.), con Leyla Gencer, Nicola Filacuridi, Virginia Zeani, Scipio Colombo, Eugenia Ratti, Fiorenza Cossotto, dir. Nino Sanzogno - dal vivo La Scala 1957 ed. Legendary Recordings/Opera Lovers
- Andrea Chenier, con Franco Corelli, Ugo Savarese, dir. Gianandrea Gavazzeni - dal vivo La Scala 1960 ed. Charles Handelman
- Loreley, con Luigi Infantino, Dora Carral, Piero Guelfi, dir. Armando La Rosa Parodi - dal vivo RAI-Roma 1963 ed. House of Opera